# Carlo il Calvo
Carlo il Calvo (deutsch: ‚Karl der Kahle‘) ist eine Opera seria (Originalbezeichnung: „dramma per musica“) in drei Akten von Nicola Antonio Porpora (Musik) mit einem Libretto nach Francesco Silvanis Text für Benedetto Vinaccesis Oper L’innocenza giustificata aus dem Jahr 1698. Die Uraufführung von Porporas Oper fand im Frühjahr 1738 im Teatro delle Dame in Rom statt.

## Handlung

### Vorgeschichte
Die Vorgeschichte ist im Vorwort des Librettos folgendermaßen angegeben:

“Lodovico Pio Imperadore, e Rè di Francia ebbe dalla prima Moglie Irmengarde tre figliuoli Lotario, Lodovico, e Pipino: tra queste divise i Regni in maniera, che Lotario promogenito ottenne l’Imperio, ed il Regno ai Francia, Pipino l’Aquitania, e Lodovico la Baviera. Si unì poscia nelle seconde nozze con Giuditta figlia del Conte Velfone, dalla quale nacque Carlo detto il Calvo, che dopo la morte di Lotario, e del figlio successe all’Imperio. Stimolato Lodovico da Giuditta, alla quale per natual facilità, e per grand’amore era soggetto, elesse per suo confidente Berardo Conte di Barcellona; e dette à Carlo la Neustria. Congiurarono allora molti Signori Francesi, ed incitarono Pipino Rè d’Aquitania à prender l’armi contro il Padre, rappresentandogli l’abuso, che facea la Madrigna della soverchia bontà ai Lodovico, calunniandolo oltre ciò d’adulterio con Berardo. Questo fù il seme delle discordie, e guerre trà il Padre, ed il Figlio, e dello sconvogimento dell’Imperio nella Real Famiglia di Carlo Magno, siccome è riferito da Sigonio nel libro quinto del Regno d’Italia, e da Mezeray nel Tomo primo dell’Istorie Francesi. Morto Lodovico, Lotario, che avea à richiesta del Padre intrapresa la protesta di Carlo, mosse l’armi contro questo, che per resistergli s’unì con Lodovico Rè di Baviera. Finalmente, dopo molti finti accordi, e pretesti, scoperte l’arti di Lotario, si venne al sanguinoso conflitto nelle vicinanze d’Auxerra, dove perì il fiore delle Milizie Francesi. Dopo questa crudel battaglia si composero à Teounvilla, dove mutarono in qualche parte la divisione de’ Regni instituita da Lodovico. Su gli attentati di Lotario contro Carlo, dopo la morte di Lodovico Pio si è tessuto il presente Drama, supponendosi il medisimo Carlo Bambino sotto la tutola di Giuditta. Fingesi, che Giuditta, prima d’esser Moglie di Lodovico Pio, fosse vedova d’un Rè di Svezia, da cui avesse due figlie una chiamata Gildippe, e l’altra Eduige che la prima fosse destinata in Isposa à Lodovico Figlio di Lotario, che quì chiamasi Adalgiso, e la seconda a Berardo, con quel di più, che si legge nel Drama; in cui qualunque espressione che non ben si accordass co’ sentimenti cattolici si consideri come pura finzione poetica, e non altrimente etc.”

„Der fränkische Kaiser Ludwig der Fromme hatte von seiner ersten Frau Irmingard die drei Söhne Lothar [Lottario], Pippin und Ludwig. Er regelte seine Nachfolge [im Ordinatio imperii] derart, dass Lothar die Kaiserwürde und das Frankenreich erben sollte, Pippin Aquitanien und Ludwig Bayern [das Ostfrankenreich]. Später ging er eine zweite Ehe mit Judith [Giuditta], der Tochter des Grafen Welf, ein, aus der Karl der Kahle [Carlo il Calvo] hervorging, der nach dem Tod Lothars und seines Sohnes Kaiser wurde. Auf Betreiben Judiths, die er unterwürfig liebte, machte er Bernhard von Septimanien [Berardo], den Grafen von Barcelona, zu seinem Vertrauten und überschrieb Karl Neustrien. Daraufhin verschworen sich viele fränkische Fürsten und veranlassten Pippin, den König von Aquitanien, die Waffen gegen seinen Vater zu ergreifen. Sie warfen dessen Stiefmutter vor, Ludwigs kaiserliche Güte missbraucht und mit Bernhard Ehebruch begangen zu haben. Dies war die Ursache der Zwietracht und der Kriege zwischen Vater und Sohn und der Erschütterung des Reichs in der königlichen Familie Karls des Großen, wie es Sigonio im fünften Buch von De regno Italiae und Mézeray im ersten Band der Histoire de France berichteten. Als Ludwig starb, widersprach Lothar gegen den Willen des Vaters Karl und erhob die Waffen gegen ihn, der sich im Gegenzug mit Ludwig, dem König von Bayern, verbündete. Schließlich wurden nach vielen falschen Abkommen und Vorwänden die Lügen Lothars aufgedeckt, und es kam zu einem blutigen Konflikt in der Nähe von Auxerre [die Schlacht von Fontenoy, 841], wo die Blüte der fränkischen Krieger umkam. Nach dieser grausamen Schlacht trafen sie in Thionville zusammen, wo sie den von Ludwig aufgestellten Reichsteilungsplan modifizierten [der Vertrag von Verdun]. Das gegenwärtige Drama behandelt die Angriffe Lothars gegen Karl nach dem Tod Ludwigs des Frommen. Dabei wird angenommen, dass Karl als Kind unter der Vormundschaft Judiths stand. Außerdem wird angenommen, dass Judith vor ihrer Ehe mit Ludwig dem Frommen die Witwe eines schwedischen Königs war, von dem sie zwei Töchter hatte, Gildippe und Eduige. Erstere sollte Ludwig, den Sohn Lothars, der hier Adalgiso genannt wird, heiraten, und letztere Bernhard. Weiteres kann im Dramma nachgelesen werden, wobei alles, was nicht mit den katholischen Gefühlen in Einklang zu stehen scheint, als reine poetische Fiktion zu betrachten ist und nicht anders usw.“

### Kurzfassung
Erster Akt. Nach dem Tod von Lodovico Pio hat Lottario, sein Sohn aus erster Ehe, die Kaiserwürde übernommen. Er stattet Giuditta, der Witwe seines Vaters, einen Besuch ab. Lottario will nicht akzeptieren, dass ihr Sohn Carlo aufgrund eines spät geänderten Testaments einen Teil des Reichs erben soll. Giuditta versucht durch eine Ehe von Gildippe, ihrer Tochter aus erster Ehe, mit Lottarios Sohn Adalgiso eine Versöhnung herzustellen. Das will Lottario verhindern. Er hat mit dem Ritter Asprando einen heimlichen Verbündeten an Giudittas Hof, der ihn über alle Pläne seiner Rivalin informiert. Asprando hat bereits das Gerücht in die Welt gesetzt, dass Carlo gar nicht Lodovicos Sohn sei, sondern ein Spross von Giudittas Vertrautem Berardo, mit dem sie Ehebruch begangen habe. Berardo wiederum soll auf Giudittas Wunsch deren zweite Tochter Eduige heiraten. Vorerst stellt sich Adalgiso Giuditta gegenüber freundlich. Erst als sie ihm Carlo vorstellt, gibt er zu erkennen, dass er ihn nicht als Lodovicos Erben akzeptiert. Giuditta verbietet ihrer Tochter daraufhin die Verbindung mit Adalgiso. Als Lottario wenig später Giuditta und Berardo offen des Ehebruchs bezichtigt und deren und Carlos Tod befiehlt, verteidigt Adalgiso die Beschuldigten.
Zweiter Akt. Gildippe will dem Wunsch ihrer Mutter Folge leisten und ihre Beziehung zu Adalgiso lösen. Dieser versichert ihr jedoch nachdrücklich seine tiefe Liebe und wirft seinem Vater Tyrannei vor. Lottario gelingt es durch eine List Asprandos, Carlo in seine Gewalt zu bringen. Berardo macht sich sofort auf den Weg, ihn zu befreien. Während er Lottarios Palast stürmt, droht dieser, den Knaben zu töten. Adalgiso kann das jedoch verhindern, indem er seinem Vater mit Selbstmord droht. Lottario verspricht, Carlo seiner Mutter zurückzubringen.
Dritter Akt. Um seine und Giudittas Unschuld zu beweisen, fordert Berardo Asprando zum Duell. Adalgiso versichert Gildippe, dass er auf ihrer Seite stehe und für Carlos Rückkehr bürgen wolle. Er versteckt sich hinter der Tür, als Giuditta hereinkommt und Lottario ihr den Jungen bringt. Lottario schickt allerdings heimtückisch die Wachen hinaus und verschließt den Raum, um Giuditta ungestört zu erpressen: Sollte sie nicht unterschreiben, dass Carlo kein Sohn Lodovicos ist, werde er den Jungen in ihrem Beisein töten. Adalgiso kann Carlo jedoch in Sicherheit bringen und lässt die Wachen herein. Daraufhin gibt Lottario seine Pläne endgültig auf und versöhnt sich mit Giuditta. Das Duell zwischen Berardo und Asprando findet öffentlich im Amphitheater statt. Berardo bezwingt seinen Gegner und entwaffnet ihn. Er wird abgeführt. Giuditta und Berardo schwören Lottario Gefolgschaft. Der akzeptiert im Gegenzug die Mitregentschaft Carlos. Gildippe und Adalgiso sowie Berardo und Eduige können heiraten.

### Erster Akt
Königlicher Hof im Palast von Giuditta
Szene 1. Der neue Kaiser Lottario ist soeben im Palast Giudittas eingetroffen. Asprando, ein in deren Dienst stehender Ritter, schwört ihm seine Treue und informiert ihn über die Absichten seiner Herrin: Sie beabsichtige, ihre Tochter Gildippe mit seinem Sohn Adalgiso zu vermählen, um ihrem eigenen Sohn Carlo den Thron zu sichern. Lottario will diese Pläne durchkreuzen. Asprando hat bereits das Gerücht gestreut, dass Giuditta ein Verhältnis mit ihrem Vertrauten Berardo habe und Carlo in Wirklichkeit dessen Sohn sei.
Szene 2. Die herzliche Begrüßung von Adalgiso und seinem Vater wird von Berardo unterbrochen, der für Giuditta und Gildippe um eine Audienz bittet. Lottario lässt sie mit geheuchelter Freundlichkeit eintreten (Lottario: „Vado nello splendore“).
Szene 3. Adalgiso hat im Verhalten seines Vaters eine gewisse Anspannung bemerkt und fragt Asprando nach dem Grund dafür. Asprando beruhigt ihn (Asprando: „Col passaggier talora“).
Szene 4. Auch Gildippe ist besorgt und lässt dies ihren Geliebten Adalgiso spüren. Adalgiso bemüht sich, ihre Laune zu verbessern (Adalgiso: „Tornate tranquille“).
Szene 5. Gildippe weiß nicht mehr, wie sie sich Adalgiso gegenüber verhalten soll, da sie seinem Vater nicht traut (Gildippe: „Sento, che in sen turbato“).
Giudittas Zimmer mit einem Baldachin
Szene 6. Berardo warnt Giuditta vor den geheimen Absichten Lottarios. Er rät ihr, das Heer zu vergrößern, und versichert ihr seine bedingungslose Treue (Berardo: „Sai, che fedel io sono“).
Szene 7. Giudittas möchte ihre zweite Tochter Eduige mit Berardo vermählen. Eduige versichert, dass sie ihr stets gehorchen wolle (Eduige: „Pender da’ cenni tuoi“).
Szene 8. Giuditta stellt Lottario ihren Sohn Carlo vor und weist auf dessen Ähnlichkeit mit seinem Vater Lodovico Pio hin. Lottario sieht diese aber nicht. Er behauptet, Carlos Gesicht lasse Berardos Streitsucht und Schamlosigkeit erkennen. Als Giuditta diese Beleidigung zurückweist, erklärt Lottario, dies sei die Meinung des ignoranten Pöbels. Er selbst habe nicht vor, sie zu entehren (Lottario: „Se rea ti vuole il Cielo“).
Szene 9. Empört über dieses Verhalten Lottarios verbietet Giuditta ihrer Tochter Gildippe, dessen Sohn zu heiraten (Giuditta: „Pensa, che figlia sei“).
Szene 10. Gildippe beklagt diese Entwicklung („Vedersi togliere“).
Königlicher Thronsaal
Szene 11. Giuditta fordert Carlo auf, neben ihr auf dem Thron Platz zu nehmen, um einen Vorgeschmack auf seine künftige Regentschaft zu erhalten. Lottario ist allerdings der Meinung, dass er selbst darauf sitzen müsse. Asprando und Berardo versichern Giuditta und Carlo ihre Ergebenheit. Als Carlo die Stufen hinaufsteigen will, verhindert Lottario dies und beschuldigt Berardo des Ehebruchs mit der Kaiserin. Giuditta weist dies selbstverständlich zurück. Lottario befiehlt daraufhin den Wachen, sie, Carlo und Berardo zu töten. Da tritt Adalgiso vor und verteidigt die drei gegen seinen Vater. Giuditta tobt gegenüber der Grausamkeit Lottarios („Vorresti a me sul ciglio“).
Szene 12. Lottario ist wütend auf Adalgiso und will dessen Erklärungen nicht anhören.
Szene 13. Adalgiso ist verzweifelt („Saggio Nocchier che vede“).

### Zweiter Akt
Garten
Szene 1. Gildippe möchte ihrer Mutter gehorchen und ihre Beziehung mit Adalgiso beenden. Der versichert ihr aber so glaubwürdig seine ungebrochene Liebe, dass Gildippe ihre Tränen kaum zurückhalten kann (Gildippe: „Se veder potessi il core“).
Szene 2. Als Lottario Adalgiso wegen seines Verhaltens wütend zur Rede stellen will, weist sein Sohn alle Anschuldigungen zurück. Er habe im Gegenteil durch sein Eingreifen Lottarios Ehre gerettet. Nur ein Tyrann würde seinen Thron auf diese Weise erobern (Adalgiso: „Taci, oh Dio!“).
Szene 3. Lottario unterdrückt schnell einen Anflug von Gewissensbissen. Asprando erläutert ihm seinen Plan, Carlo zu entführen. Durch seine Treue fühlt sich Lottario wieder gestärkt (Lottario: „Quando s’oscura il Cielo“).
Szene 4. Asprando teilt Giuditta mit, dass ihr Sohn im Palast nicht mehr vor den Nachstellungen Lottarios und seiner Leute sicher sei. Er überredet sie, ihm das Kind zu übergeben, damit er es in Sicherheit bringen kann (Asprando: „Temer della sorte“).
Szene 5. Giuditta lässt Carlo holen. Asprando verkleidet den Jungen als Schäfer und bringt ihn fort.
Szene 6. Giuditta erzählt Gildippe, dass sie Carlo ins Exil geschickt hat.
Szene 7. Gildippe erkennt sofort Asprandos Täuschungsmanöver. Sie hat bereits erfahren, dass Carlo Lottario übergeben wurde. Giuditta fleht Berardo an, ihren Sohn zu retten, und überlässt sich ihrer Wut (Giuditta: „Tu m’ingannasti, oh Dio“).
Szene 8. Auch Eduige bittet Berardo, sich Lottario entgegenzustellen. So viel Zuspruch macht Berardo zuversichtlich (Berardo: „Per voi sul Campo armato“).
Szene 9. Eduige und Gildippe unterhalten sich über ihre zunehmenden Liebesgefühle zu Berardo und Adalgiso (Gildippe: „Amore è un certo foco“).
Szene 10. Eduige fürchtet, dass das Schicksal ihre Verbindung mit Berardo zunichtemachen könnte (Eduige: „Il provido Cultore“).
Großer Platz vor dem Palast Lottarios mit Loggien über dem Rhein
Szene 11. Berardo nähert sich mit seinen Soldaten dem Palast, in dem Carlo gefangen gehalten wird.
Szene 12. Asprando stürmt mit seinen Soldaten aus dem Tor. Berardo greift sie mit den Seinigen an. Nach einem kurzen Handgemenge ziehen sich Asprandos Leute in den Palast zurück und schließen das Tor. Während Berardos Soldaten sich anschicken, das Tor in Brand zu stecken, tritt Lottario mit Carlo auf die Loggia und droht damit, das Kind in den Fluss zu werfen.
Szene 13. In diesem Moment kommt Adalgiso aus dem Palast und kündigt an, sich selbst zu töten, sollte Lottario seine Drohung wahr machen. Da er seinen Sohn trotz allem nicht verlieren will, gibt Lottario nach und verspricht, Carlo seiner Mutter persönlich zurückzubringen. Berardo bringt ihr die gute Nachricht.
Szene 14. Adalgiso hofft, dass sich die Konflikte bald lösen lassen (Adalgiso: „Spesso di nubi cinto“).

### Dritter Akt
Hof
Szene 1. Berardo erzählt Eduige von dem Geschehen. Die beiden versichern sich ihrer Liebe (Eduige: „Quello, che sente il core“).
Szene 2. Berardo stellt Asprando wegen seines Verrats zur Rede. Der steht jedoch zu seiner Tat und will durch ein öffentliches Duell mit Berardo beweisen, dass eigentlich Giuditta die Verräterin sei. Berardo will an ihm ein Exempel statuieren (Berardo: „Su la fatal arena“).
Szene 3. Asprando wird von Schuldgefühlen geplagt (Asprando: „Piena di sdegno in fronte“).
Kabinett mit kleinem Schreibtisch
Szene 4. Gildippe ist verärgert über die Anwesenheit Adalgisos, dessen Vater so viel Leid über die Familie gebracht hat. Adalgiso erklärt ihr jedoch, dass er nur gekommen sei, um als Gegenpfand für Karls Freilassung zu bürgen. Daraufhin gewinnt Gildippes Liebe zu ihm wieder die Oberhand, und sie warnt ihn vor dem Zorn ihrer Mutter (Duett Adalgiso/Gildippe: „Dimmi che m’ami, o cara“).
Szene 5.  Als Giuditta herein kommt, versteckt sich Adalgiso hinter der Tür.
Szene 6. Lottario bringt Carlo zu seiner Mutter und bittet sie, alle außer Carlo herauszuschicken, da er ihr seine Absichten nur persönlich mitteilen wolle. Nachdem dies geschehen ist, schließt er die Tür ab, bedroht Carlo mit dem Messer und zwingt Giuditta, zu unterschreiben, dass sie Ehebruch begangen habe und Carlo nicht Lodovicos Sohn sei. Giuditta versucht, ihm den Dolch zu entreißen. Als Lottario daher den Jungen für einen Moment loslassen muss, bringt ihn Adalgiso in Sicherheit, schließt die Tür auf und lässt die Wachen herein. Nach einer eindringlichen Rede Adalgisos gibt Lottario seine Vergehen zu und bittet Giuditta um Vergebung (Lottario: „So che tiranno io sono“).
Szene 7. Giuditta erkennt den Großmut Adalgisos an und ist bereit, ihm die Hand ihrer Tochter zu geben (Giuditta: „Questo che miri, o figlio“).
Szene 8. Adalgiso genießt sein Glück (Adalgiso: „Con placido contento“).
Prächtiges Amphitheater
Szene 9. Gildippe versichert ihrer ängstlichen Schwester Eduige, dass auch für sie und Berardo alles gut ausgehen werde.
Szene 10. Giuditta will nun öffentlich ihre Unschuld beweisen und fordert Asprando auf, im Duell gegen Berardo seine Anschuldigungen zu bekräftigen. Adalgiso bedauert, nicht selbst für sie eintreten zu können. Giuditta bittet Lottario, auf dem Thron Platz zu nehmen und über ihre Schuld zu richten. Lottario versichert, dass er ihre Unschuld anerkenne. Carlo solle mit ihm gemeinsam den Thron besteigen. Adalgiso lobt ihn für diese Entscheidung.
Szene 11 („ultima“). Berardo betritt den Platz und fordert Asprando zum Kampf. Asprando beharrt weiterhin darauf, die Ehre des Kaisers zu verteidigen – was verächtliche Rufe der anderen einschließlich Lottarios provoziert. Im folgenden Zweikampf gelingt es Berardo, dem Gegner die Waffe zu entreißen. Asprando fordert ihn auf, seinen Sieg zu vollenden und ihn zu töten. Sein Schatten werde dann aus der Unterwelt heraufsteigen und die Welt von dem untreuen Monster befreien. Giuditta möchte diesen Tag aber nicht mit Blutvergießen beenden. Sie lässt Asprando von den Wachen abführen. Anschließend schwört sie öffentlich auf den Kaiserkranz, den nun Lottario trägt, ihre und Berardos Unschuld. Berardo legt Lottario zum Zeichen seiner Treue sein Schwert zu Füßen. Gildippe und Adalgiso sowie Berardo und Eduige dürfen heiraten. Alle sind froh, dass die Unschuld bewiesen wurde und der Schrecken endlich aufhört (Chor: „Ecco alfin, che il fosco orror“).

## Gestaltung
Die Instrumentalbegleitung besteht im Wesentlichen aus Streichern mit geteilten Violinen und Bratschen sowie dem Basso continuo. In den Ritornellen der Arien sind die Violinen meist unisono geführt. Hinzu kommen in der Sinfonia und den Aktabschlüssen zwei Oboen, zwei Hörner, zwei Trompeten und Fagott. Einzelne dieser Instrumente spielen auch in sechs anderen Stücken.:39
Der bei der Uraufführung von dem damaligen Opernstar Lorenzo Ghirardi gesungene Adalgiso besitzt die meisten Solonummern: fünf Arien, ein Liebesduett mit Gildippe und ein Accompagnato-Rezitativ. Seine Stücke sind besonders virtuos und effektvoll. Seine Geliebte Gildippe (Porporas Schüler Anton Hubert) hat neben dem genannten Duett vier Soloarien. Auch Giuditta und Lottario sind jeweils vier Arien zugewiesen. Eine fünfte Arie des Lottario wurde im Manuskript überklebt.:42
Die insgesamt 26 Arien entsprechen weitestgehend dem neapolitanischen Schema der Da-capo-Arie in A-B-A-Form. Der A-Teil ist deutlich ausgedehnter als der B-Teil. Er beginnt meist mit einem Orchester-Ritornell, in dem das Thema vorgestellt wird. Ihm folgt ein erster gesungener Abschnitt, der auf der Dominante endet. Nach einem weiteren Ritornell moduliert ein zweiter gesungener Abschnitt zurück zur Tonika, bevor der A-Teil mit einem letzten Ritornell abschließt. Anders als bei den von Georg Friedrich Händel komponierten Arien besitzt der kurze B-Teil hier üblicherweise kein eigenständiges Thema. Es ist stattdessen aus dem A-Teil abgeleitet und steht oft in dessen Paralleltonart oder der Mediante. Die Gesamtanlage erinnert an die spätere Sonatensatzform, zumal das Grundprinzip nicht mehr das des Kontrastes ist, sondern ein einziges Thema variiert und modulierend weiterverarbeitet wird.:42f

## Werkgeschichte
Carlo il Calvo ist dem gegenwärtigen Forschungsstand zufolge Nicola Porporas 40. Oper und die dritte nach seiner Rückkehr aus London.:34 Das Libretto ist eine anonyme Bearbeitung von Francesco Silvanis Libretto L’innocenza giustificata, das erstmals am 26. Dezember 1698 in der Vertonung von Benedetto Vinaccesi im Teatro San Salvatore in Venedig aufgeführt und anschließend von vielen weiteren Komponisten genutzt und unter unterschiedlichen Titeln aufgeführt wurde.:35f
Die Uraufführung fand im Frühjahr 1738 im Teatro delle Dame in Rom statt. Da zu dieser Zeit aufgrund eines päpstlichen Erlasses Frauen auf der Opernbühne verboten waren, wurden sämtliche Rollen von Männern gesungen. Die hohen Partien übernahmen Kastraten. Es handelte sich um Giuseppe Galletti (Lottario), Lorenzo Ghirardi (Adalgiso), Geremia del Sette (Giuditta), Giuseppe Lidotti (Eduige), Anton Hubert (Gildippe), Francesco Signorili (Berardo) und Francesco Boschi (Asprando). Die Bühnenbilder stammten von Domenico Maria Vellani und Giovan Battista Olivieri, die Kostüme von Giulio Cesare Banci.
Im Folgejahr 1739 gab es offenbar eine weitere Produktion im Teatro de Rua dos Condes in Lissabon unter dem Titel Carlo Calvo.
In neuerer Zeit wurde das Werk erst 2020 wieder gespielt. Max Emanuel Cenčić wählte es für den Auftakt seines Festivals Bayreuth Baroque aus, inszenierte es selbst (er verlegte die Handlung in das Kuba der 1920er Jahre) und sang zudem die Rolle des Lottario. Die musikalische Leitung hatte George Petrou. Die Aufführung konnte mit reduziertem Publikum trotz der Maßnahmen gegen die COVID-19-Pandemie stattfinden und erhielt hervorragende Rezensionen. Ein Video-Mitschnitt wurde vom Bayerischen Rundfunk im Internet bereitgestellt. Eine gekürzte Fassung wurde anschließend auch konzertant im Theater an der Wien gezeigt. Weitere konzertante Aufführungen gab es 2023 am Teatro alla Scala in Mailand und im Konzerthaus Dortmund im Rahmen des Klangvokal Musikfestivals.

## Aufnahmen
- September 2020 – George Petrou (Dirigent), Max Emanuel Cenčić (Inszenierung), Giorgina Germanou (Bühne), Maria Zorba (Kostüme), David Debrinay (Licht), Dimitra Antonaki (Choreografie), Boris Kehrmann (Dramaturgie), Armonia Atenea.
 Max Emanuel Cenčić (Lottario), Franco Fagioli (Adalgiso), Suzanne Jerosme (Giuditta), Nian Wang (Eduige), Julia Lezhneva (Gildippe), Bruno de Sá (Berardo), Petr Nekoranec (Asprando).
 Video; live vom Festival Bayreuth Baroque aus dem Markgräflichen Opernhaus Bayreuth.
 Videostream und Radioübertragung des Bayerischen Rundfunks.[9]
- 2022 – George Petrou (Dirigent), Armonia Atenea.
 Besetzung wie im Live-Mitschnitt von 2020.
 Studioaufnahme aus dem Megaron zu Athen.
 Parnassus Arts Production 9120104870024 (3 CDs).[13]